# 최동오
최동오(崔東旿, 1892년 ~ 1963년)는 일제강점기의 독립운동가, 조선민주주의인민공화국의 정치인이다.

## 생애
1892년 6월22일 평안북도 의주군 월화면 용운리의 독실한 천도교 집안에서 태어났다. 해주 최씨로 일명 최학원(崔學源), 호는 의산(義山). 당시 의주는 동학농민혁명 실패 후 탄압이 덜해 3대 교주 의암 손병희가 선교에 역점을 둔 지역이다. 일제강점기에도 교세가 유지돼 남쪽의 두 배 이상 됐고 현재도 북한 종교인 중 천도교인이 가장 많은 이유이기도 하다. 최동오는 손병희의 직접 지도를 받은 제자였다. 1903년 동학에 입도했고 천도교 중앙종학원 고등사범과와 법정과를 졸업한 후 강도사로 임명돼 의주대교구의 중견으로 활동하다 3·1 운동을 주도적으로 이끌었다. 일본경찰에 체포돼 감옥에 갇혀 있다가 석방됐다.
일제의 감시와 억압으로 국내 활동이 어려워지자 1919년 10월 천도교 파견으로 중국 상해로 망명했다. 11월 임시정부 내무부 참사 및 국내 조사원, 20년 3월 내무부 지방국장으로 승진해 국내 천도교세력과의 연계를 도모했다. 또 상해와 북경에 천도교 종리원을 세우고 망명 온 천도교인들을 규합해 통일·단결을 역설하고 민족의식을 고취했다. 이때 나중에 사돈이 되는, 독립군 맹장이자 같은 천도교인 류동열과 함께 일했다.
최동오는 창조파 입장에서 통합적이고 권위 있는 새로운 독립운동기관을 만들려고 했으나 뜻을 이루지 못하고 동북지방으로 자리를 옮긴다. 최동오는 24년 만주지역 독립운동단체인 정의부(正義府)에서 김동삼·현익철·김이대·김원식 등과 함께 항일운동을 했다. 25년 초 정의부 산하 화성의숙을 건립해 숙장을 맡았다.
1929년 정의부·신민부·참의부가 불완전하게 통합된 국민부의 외교위원장을, 그 뒤 조직 개편으로 독립운동사업을 전담하게 된 조선혁명당의 국제부장을 맡았다. 최동오는 31년 7월2일 일제가 조중 이간책으로 조작한 만보산사건이 일어나자 길림한교만보산사건토구회(吉林韓僑萬寶山事件討究會)를 조직해 진상조사와 중국관민과의 교섭을 지휘하기도 했다.
31년 만주사변이 터지고 독립군에 대한 일제의 공격이 거세지자 이듬해 11월 관내로 이동한 최동오는 북경과 상해를 중심으로 류동열·현익철·양기탁 등과 함께 조선혁명당의 이름으로 활동을 계속했다. 35년 7월에는 김원봉·김규식 등과 좌우합작으로 독립운동단체들을 통합해 민족혁명당을 창당했으나 애초 대동단결 노선에서 이탈하자 37년 지청천 등과 함께 조선혁명당을 재건하기도 했다. 이후 우파 중심의 한국독립당의 상무위원 겸 비서주임, 39년 11월 임시의정원 부의장, 43년 임시정부 법무부장 재임명 등 45년 8월 광복으로 귀국할 때까지 임시정부 국무위원·임시의정원 의원·외무위원 등 다양한 직책으로 활동했다.
일제 패망 이후 45년 11월3일 최동오는 김구·김규식 등 중경 임시정부 요인들과 함께 1진으로 상해를 거쳐 김포비행장에 도착했다. 미군정의 푸대접 때문에 개인 자격으로 환국할 수밖에 없었다. 최동오는 해방공간에서도 민족대통합을 바탕으로 한 자주독립국가 건설에 매진했다. 46년 2월 비상국민회의 부의장을 맡았고 그해 7월 좌우합작위원회의 우측위원으로 활동했다. 12월 과도입법의원이 구성됐을 때 관선의원으로 뽑혀 부의장에 선출돼 활동했다.
그러나 점차 미-소 냉전 분위기가 고조되고 미국과 이승만 세력이 유엔 감시하 남한 단독선거-단독정부 수립을 몰아가자 최동오는 김구·김규식 등과 함께 48년 4월 역사적인 남북 제 정당 사회단체 연석회의에 참여했다. 이러한 남북협상을 통한 민족통합 노력에도 불구하고 분열·분단과 반쪽정부는 기정사실화했다. 더구나 이승만 정부의 횡포로 친일파 청산마저 좌절되고 이어 6·25 전쟁이 발발했다. 서울을 점령한 인민군과 이북의 정치일꾼들은 이른바 ‘모시기 공작’을 통해 김규식 등 남북협상에 참여한 인사들과 출옥인사들을 북으로 데려가는 작업을 서둘렀다. 임시정부의 국무위원이요, 남북협상에도 참여한데다가 김일성과의 개인적인 인연도 남달랐던 최동오 선생은 모시기 공작의 핵심 인물이었다. 대부분의 임시정부 요인들과는 달리 미군정에 참여해 통위부장으로 한국군 창설의 산파역을 했던 류동렬 장군도 대상이었다.
조선민주주의인민공화국의 소위‘모시기 공작’으로 최동오와 류동열은 납북됐다. 당시 72세 고령이던 류동열은 50년 10월 18일 고향인 평북 박천과 가까운 희천에서 숨을 거뒀다. 류동열 사후 최동오는 납북인사들로 구성된 재북평화통일촉진회의 간부로 활동하고 장관급 대우를 받으며 13년을 더 살다가 63년 9월16일 심장마비로 별세했다. 두 사람은 평양 서남쪽 신미리의 애국열사릉에 안장됐다. 남쪽에서는 납북 행적 때문에 뒤늦게 류동열은 89년 건국훈장 대통령장, 최동오는 90년에 건국훈장 독립장 서훈을 받았다. 최동오의 아들과 며느리이자 류동열의 사위와 딸인 최덕신과 류미영도 반공반북의 길을 걷다가 1976년 미국으로 망명하고 86년 자진 월북했다. 두 사람 모두 북쪽의 고위직에서 일하다가 생을 마감했는데, 현재 평양 신미리 애국열사릉에 묻혀 있다.